# 聖ネデリャ教会

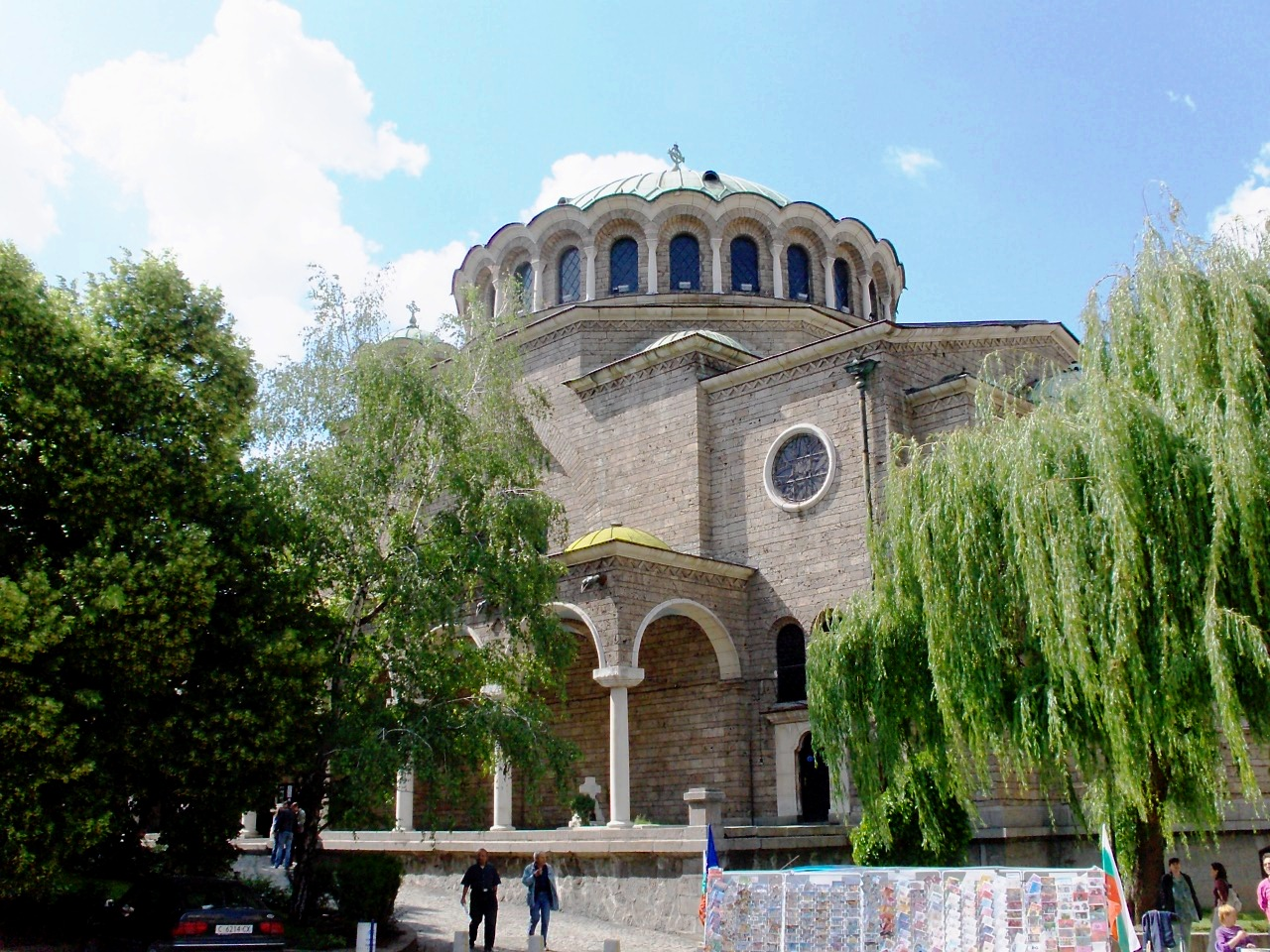
聖ネデリャ教会、外観

聖ネデリャ教会（せいネデリャきょうかい、ブルガリア語:църква "Света Неделя"）はブルガリアの首都ソフィアにある正教会の教会であり、ブルガリア正教会ソフィア主教職の聖堂である。教会は長い期間を経て破壊の被害を受けており、幾度も修復されてきている。

## 沿革
聖堂の初期の歴史は大部分が謎に包まれている。およそ10世紀に建築されたものとされ、市内にある他のほとんどの教会と違い石造の基礎と木造建築を有する。この木造建築は19世紀半ばまで依然木造のままであった。また1578年にはドイツの旅人であったステファン・ゲルラッハという人物が教会を訪れ、教会について書き記したことがわかっている。
1460年頃、セルビアの王であったステファン・ウロシュ2世ミルティンの遺品がブルガリアまで運ばれ、後の18世紀に司祭達の住居となる聖ネデリャ教会に移されるまでに様々な教会や修道院に保管された。移された遺品の数々はその後も一定の期間まで教会に保管され、また教会自体も19世紀後半から20世紀初頭にかけて聖キング（ブルガリア語:Свети Крал）という別称を獲得した。
1856年4月25日、以前の建物は空間をより大きくし聖堂をより威圧的にする目的で取り壊された。その後同年夏に奥行き35.5メートル、幅19メートルの教会の建設が始まった。まだ完成していなかった建物は1858年に地震の被害に見舞われ、結果的にそれが建設工事を遅らせ完成が1863年まで延期となった。竣工後1867年5月11日に2万人の観衆と共に公式の開所式典が催された。12年後の1879年にはコルサコフ皇太子からの贈り物として贈呈された8つの鐘を収容するために新しく鐘楼が建設された。
教会は1898年にドーム（丸屋根）状の建物を加えられて改築された。また1915年にはヨーゼフ1世がこの聖ネデリャ教会に葬られている。1925年にブルガリア共産党による聖ネデリャ教会襲撃事件によって倒壊し、150人を超える人命が奪われた。襲撃後、1927年夏から1933年の間に教会は元の近代的外観へと修復された（修復が完成した年の1933年4月7日にも再び開会式典が行われている）。これはほとんど新築されたようなものとなり、長さ30メートル・幅15メートル50センチ、そして教会の特色である中央丸屋根のドーム部分は高さが31メートルもの高さになった。また、戦争などで爆撃を免れた金箔の聖像が教会へと返還された。
1971年から1973年の間、ニコライ・ロストフツェフが率いたチームにより壁面装飾が施された。1992年から1994年には床が改装され、北側のコロネード部分にガラスが嵌められた。その後2000年に正面ファサードが徹底的に清掃され、2002年には11個の鐘（8個はコルサコフ皇太子からの贈物、セルビアにて2個製造され、ブルガリア国内で残りの1個が鋳造された）が自動的に鳴る装置が取り付けられた。

## ギャラリー

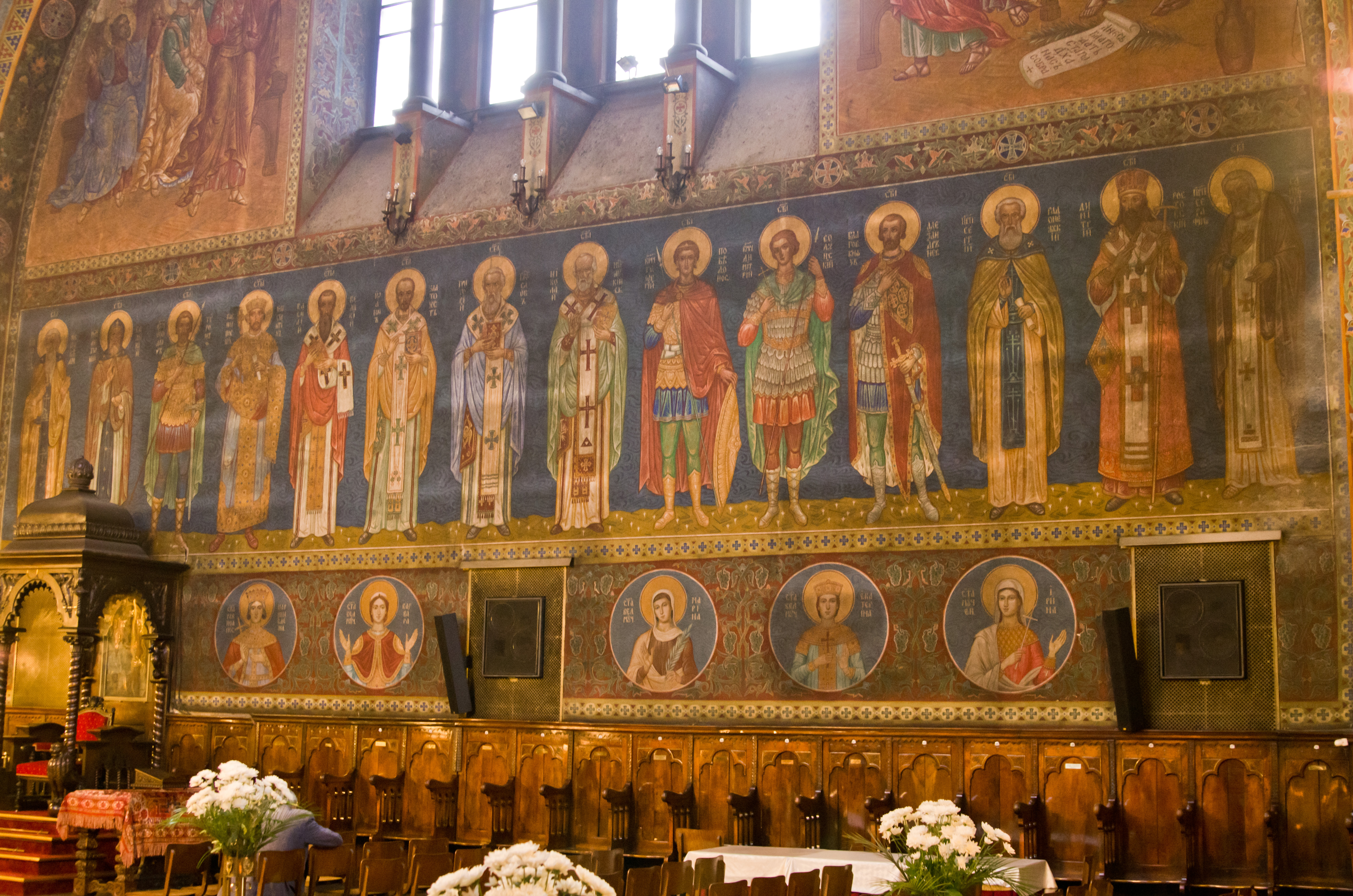
教会内部のイコン
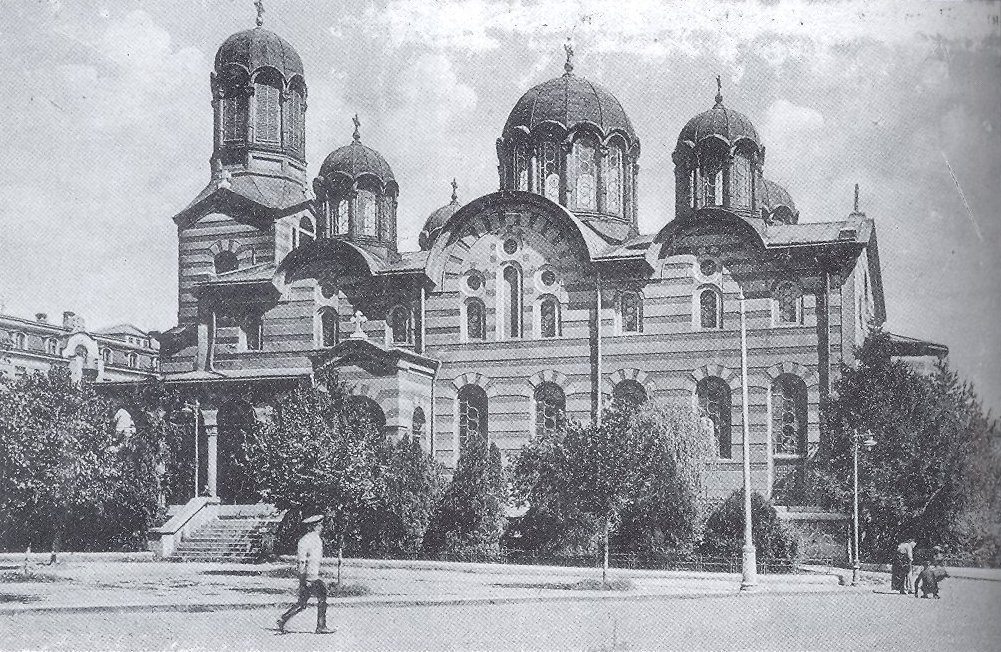
聖ネデリャ教会襲撃事件で破壊される前の教会（1922年）
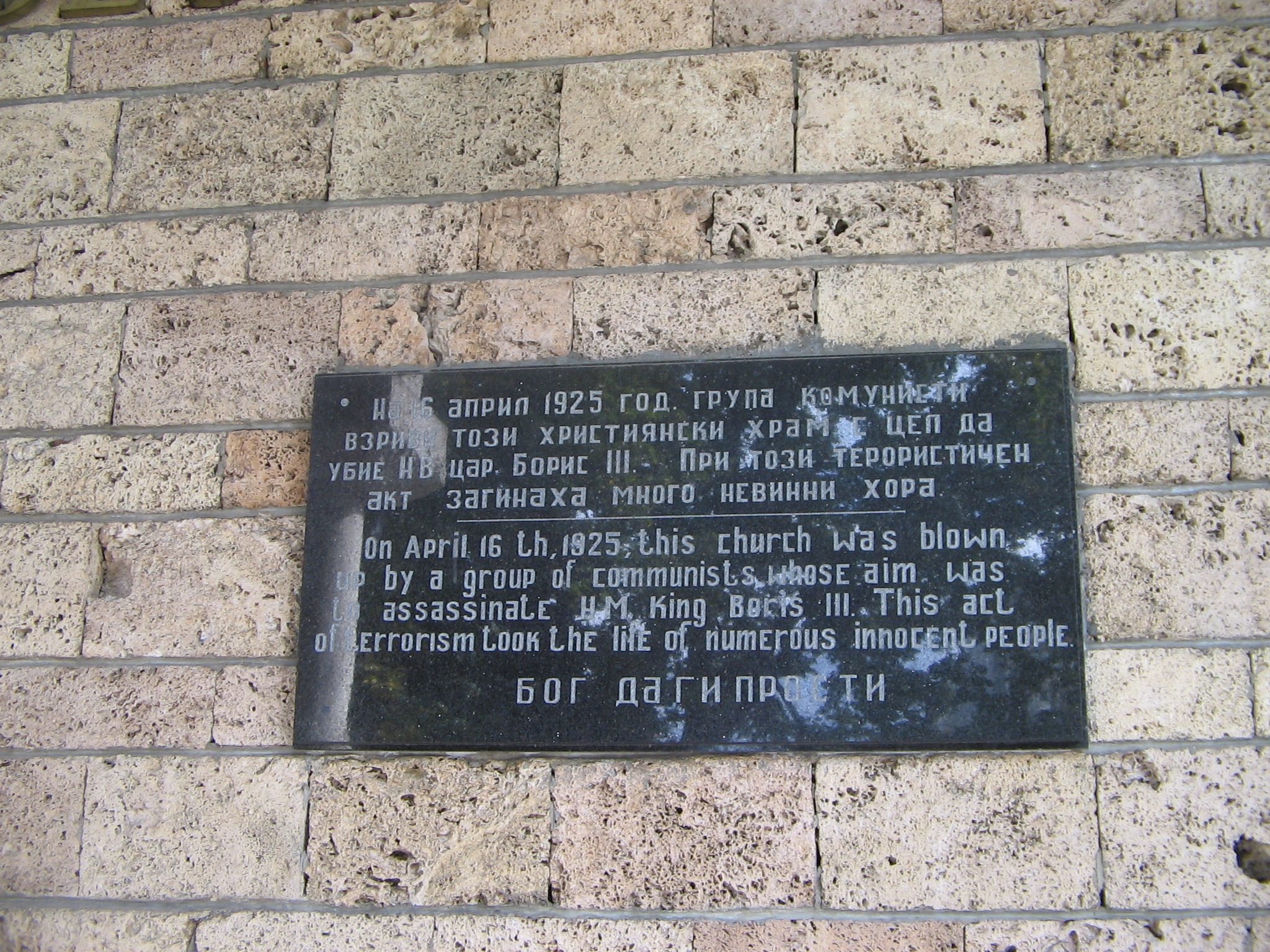
教会の壁に取り付けられている襲撃事件犠牲者の追悼碑